# Peter Wells (Leichtathlet)

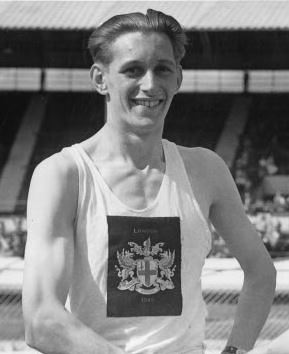
Peter Wells, 1949

Peter Wells (* 23. Mai 1929 in London; † 5. Januar 2018 in Christchurch) war ein britisch-neuseeländischer Hochspringer.
1950 wurde er für England startend Fünfter bei den British Empire Games in Auckland und 1952 bei den Olympischen Spielen in Helsinki als Repräsentant des britischen Teams Elfter.
Bei den British Empire and Commonwealth Games 1954 in Vancouver startete er für Neuseeland und wurde Vierter. Zwei Jahre später kam er als Repräsentant des Vereinigten Königreichs bei den Olympischen Spielen 1956 in Melbourne auf den 16. Platz.
1947 wurde er Englischer Meister. Seine persönliche Bestleistung von 2,019 m stellte er am 11. Dezember 1954 in Papakura auf.